# Калифорнийски морски лъв
Калифорнийският морски лъв (Zalophus californianus) е ушат тюлен, разпространен по Северноамериканското крайбрежие на Тихия океан. С високия си интелект, адаптивност към успешно съжителство с човекa и лесно поддаване на дресировка, именно този морски лъв е тюленът, който сме свикнали да виждаме в зоопаркове, циркове и аквариуми. Добре обучени калифорнийски морски лъвове се използват дори в морски операции на Американската армия.

## Физическа характеристика
Мъжките достигат до 2,4 метра дължина на тялото и тежат до 300 kg, а женските са значително по-дребни и рядко надхвърлят 90 kg. Когато достигнат полова зрялост мъжките се сдобиват с костен гребен отгоре на черепа, откъдето идва научното наименование на вида, от латински: loph – чело, а представката za- служи за емфаза, т.е. Zalophus californianus означава Калифорнийско високочело. Полово активните мъжки, или т.нар. секачи имат също така дебел врат и своеобразна къса грива.
Малките се раждат тъмнокафяви и тежат около 7 kg. Когато станат на 4 – 5 месеца, те сменят козината си с по-светлокафява до сребриста. Женските и младите мъжки са по-светли от възрастните мъжкари. Когато козината им е суха, окраската им е шоколадово кафява до червеникава.

## Разпространение
Както говори наименованието му, Калифорнийският морски лъв се среща главно по бреговете на Калифорния (САЩ) и Калифорнийския залив (Мексико), като обикновено не навлиза на повече от 20 km навътре в океана. Предпочитани места за размножаване са пясъчните плажове на островите Сан Мигел и Сан Николас. След размножителния сезон мъжките мигрират на север до Британска Колумбия. Тогава могат да се видят струпани по вълноломи, кейове и светещ буй навигационни буйове. Тези конструкции и човешкото присъствие въобще им осигуряват защита от естествените им врагове: косатки и бели акули.

## Сродни видове
Галапагоските морски лъвове (Zalophus wollebaeki) и изчезналите през 50-те години на 20 век Японски морски лъвове (Zalophus japonicus) бяха считани за изолирани популации Калифорнийски морски лъвове и някои учени продължават да твърдят, че става въпрос за един и същ вид с 3 локални подвида.

## Начин на живот и хранене
Калифорнийските морски лъвове се хранят с най-разнообразна морска храна, основно с главоноги (сепии, октоподи) и риба (сьомга, хек, херинга, аншоа и др.). Ловуват самостоятелно или на малки групи, но при наличие на големи рибни пасажи се събират на големи стада и ловуват съвместно с други морски животни, като делфини, морски свине, морски птици и др. През зимната миграция на север мъжките се събират в устията на реки очаквайки миграцията на сьомга и есетрови риби.
Най-добре се гмуркат възрастните женски. Навлизайки от 10 до 100 km навътре в океана, те се гмуркат на средна дълбочина от 30 до 100 m, а максималната регистрирана дълбочина на гмуркане е 274 m.
Морските лъвове са изразено социални и общителни животни. Най-често издават звуци подобни на кучешки лай. Женските могат да открият своето малко сред хиляди изглеждащи по един и същи начин, разпознавайки го по гласа, звуците които издава и уникалната му миризма.
Нормалната телесна температура на калифорнийския морски лъв е 37,5°C и след като няма нито потни жлези, нито се задъхва като кучетата, за да не прегрее в горещи дни се налага често да влиза във водата.

## Размножаване
Размножителният период на калифорнийските морски лъвове продължава от май до юни. Те са изразено полигамни животни – мъжките образуват хареми, като излизайки на брега най-силните заемат най-добрите места, запазвайки си правото над женските на своя територия. За да отстояват територията си обаче, необходимо е те да останат колкото се може по-дълго на брега, разчитайки изцяло на натрупаните си хранителните запаси под формата на подкожни мазнини. Така мъжките могат да издържат до 27 дни на глад и горещини, но след като излязат на брега, женските раждат малките си и се разгонват не по-рано от 21-вия ден след раждането. Затова мъжките се активизират и стават много агресивни малко след раждането на малките. Тогава битките за територия и женските в нея стават много ожесточени, като съперниците не само си причиняват сериозни наранявания, но и безогледно мачкат всичко по пътя си представлявайки сериозна заплаха за малките. С напредването на лятото страстите се утоляват и мъжките престават да се бият, заплашвайки се само с лай, поклащане на глава, погледи и посягания.
След 12-месечна бременност женските раждат по едно малко. Женската кърми малкото си 1 – 2 дни, след което го оставя само на брега за 2 – 3 дни, за да се нахрани в морето. Това продължава около два месеца, след което малкото влиза във водата и остава с майка си близо година. Малките се раждат с отворени очи и бозаят до шест месечна възраст нараствайки неимоверно благодарение на високата масленост на майчиното мляко. Калифорнийският морски лъв е единствения бозайник, чието мляко не съдържа лактоза.
Полова зрялост достигат на 4 – 5 годишна възраст.

## Природозащитен статус
Безмилостно избивани в миналото заради кожата, за храна на животни или просто защото се смята, че сериозно вредят на рибните запаси, калифорнийските морски лъвове са били застрашени от изчезване. Благодарение на взетите защитни мерки обаче, днес популацията на вида надхвърля 200 000 екземпляра и той фигурира в Червения списък на световнозастрашените видове на IUCN като незастрашен.

## Допълнителни сведения
През 1970 г. сред калифорнийските морски лъвове се разпространява заразната болест лептоспироза, засягаща черния дроб и бъбреците. Болестта е първият известен случай на широко разпространена зараза сред морски животни. Вероятно болестта е тръгнала от Мексико поради по-топлата вода, която предразполага към развитие и разпространение на бактерии.

### Продължителност на живота
В природата калифорнийските морски лъвове рядко доживяват 17 години, но най-възрастният индивид в плен доживял 31-годишна възраст.

### Стопанско значение
В миналото калифорнийските морски лъвове са били избивани заради своята кожа и за храна на животни, в резултат на което броят им драстично е намалял. Днес обаче са защитени и нямат стопанско значение.